# Samir Malcuit
Pour les articles homonymes, voir Malcuit.
Samir Malcuit est un footballeur français né le 2 octobre 1985 à Montbéliard en France. Il est le frère de Kévin Malcuit également footballeur.

## Biographie
Né en France à Montbéliard, Samir Malcuit commence sa carrière de football en 2003 au club parisien du Racing Levallois 92. Il évoluer dans ce club pendant plusieurs saisons mais lors de la saison 2009-2010 grâce à une époustouflante saison en CFA, Malcuit qui marque 17 buts en 33 matchs est recruté par l'Olympique de Marseille avec lequel il ne réussit pas à s'imposer pour pouvoir espérer faire une première rentrée en Ligue 1.

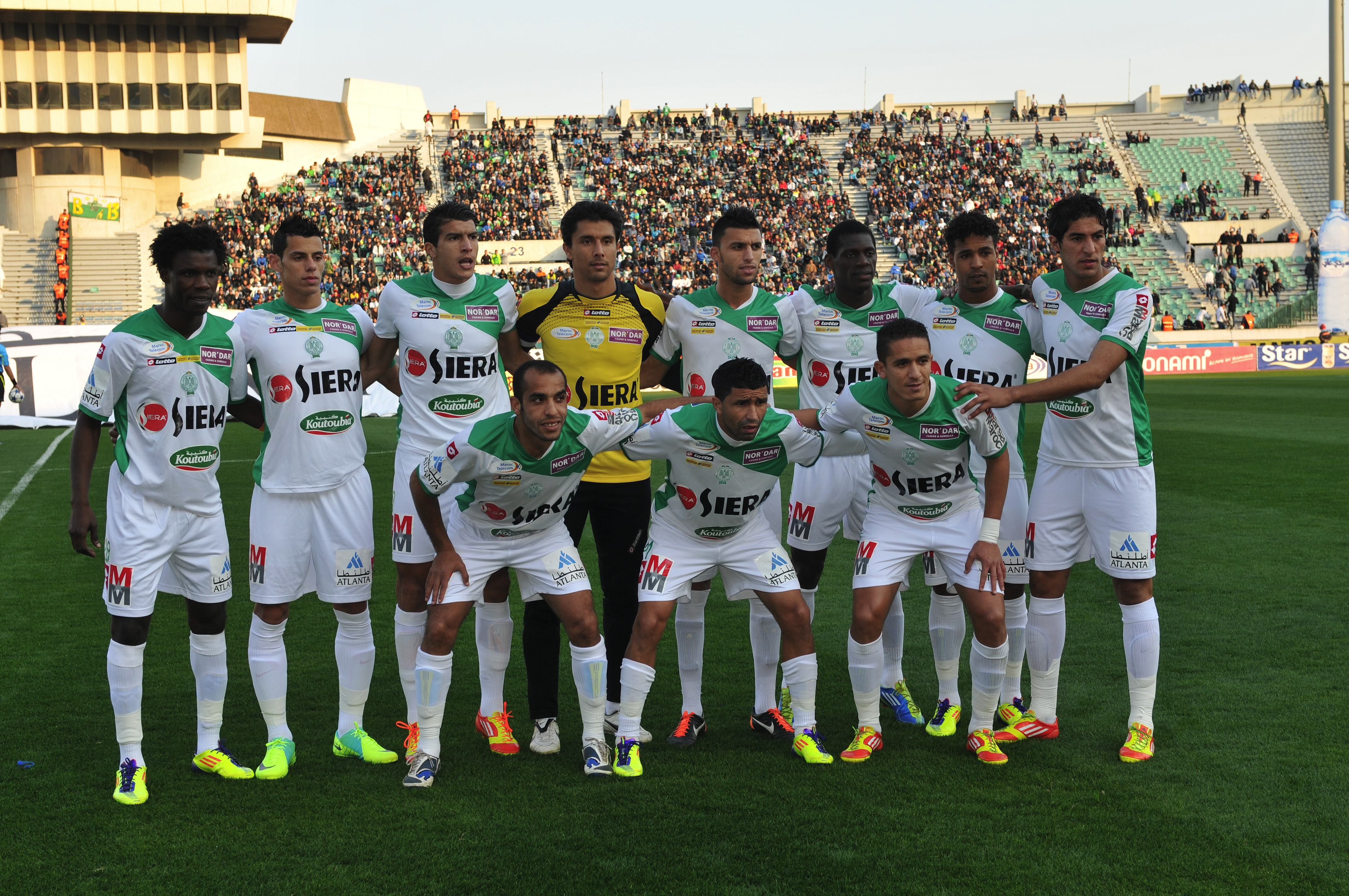
L'équipe du Raja de Casablanca face aux FAR de Rabat. Samir Malcuit se trouve debout, 2e en partant de la gauche. C'est lors de cette rencontre que Malcuit inscrit son 2e but au Maroc et avec le Raja de Casablanca.

 Ainsi lors de la saison 2010-2011, Malcuit évoluera au sein de l'équipe réserve de l'Olympique de Marseille avec lequel il remporte le titre de champion de la Division d'honneur de Ligue de la Méditerranée puis lors de la première moitié de saison en 2011-2012, Samir inscrit 2 buts en 11 matchs en CFA 2 avant de terminer la saison 2011-2012 au club marocain du Raja de Casablanca en 1re division après un transfert hivernal. 
Il remporte en France trois titres, celui de champion de CFA avec le Racing Levallois 92 lors de la saison 2003-2004, celui de champion de CFA 2 avec le même club lors de la saison 2006-2007, et celui de champion de la Division d'honneur de Ligue de la Méditerranée avec l'équipe réserve de l'Olympique de Marseille au cours de la saison 2010-2011.
Au Raja de Casablanca, Malcuit marque 2 buts en 16 matchs, en comptant les matchs de championnats et de Ligue des champions d'Afrique, mais pas les matchs de coupe du trône. Ces buts sont inscrits face au Maghreb de Fès puis au FAR de Rabat,. Il est ensuite transféré lors de la saison 2012-2013 au Maghreb de Fès, où il inscrit lors de cette saison son premier but dans le cadre de la 6e journée le 4 novembre 2012 face à la Difaâ d'El Jadida permettant à son club d'égaliser avant que son coéquipier brésilien Luis Jefferson Escher ne le suive deux minutes plus tard pour mener le club à la victoire.
Le 22 février 2013, dans le cadre de la 18e journée du championnat marocain, Malcuit inscrit son premier triplé au Maroc face à l'équipe du Chabab Rif Al Hoceima en ouvrant tout d'abord le score lors de la 28eminute, avant que son coéquipier ne double la mise à la 32e minute. 2-0 à la mi-temps, Samir inscrit ensuite son deuxième but à la 76e minute du pied droit, toutefois les rifains ripostent et sauvent l'honneur en inscrivant un but dans les dernières minutes de jeu avant que Samir Malcuit n'inscrive son troisième but permettant à son club de remporter le match sur le score de 4-1 dans les arrêts de jeu.

## Statistiques
| Saison    | Club                               | Pays   | Championnat                  | Championnat | Championnat | Coupes nationales | Coupes nationales | Coupes continentales | Coupes continentales | Coupes continentales |
| Saison    | Club                               | Pays   | Division                     | Matchs      | Buts        | Matchs            | Buts              | Type                 |                      |                      |
| --------- | ---------------------------------- | ------ | ---------------------------- | ----------- | ----------- | ----------------- | ----------------- | -------------------- | -------------------- | -------------------- |
| Saison    | Club                               | Pays   | Division                     | Matchs      | Buts        | Matchs            | Buts              | Type                 | Matchs               | Buts                 |
| 2003-2004 | Racing Club Paris                  | France | CFA 2003-2004                | ?           | ?           | ?                 | ?                 | -                    | -                    | -                    |
| 2004-2005 | Racing Club Paris                  | France | National 2004-2005           | ?           | ?           | ?                 | ?                 | -                    | -                    | -                    |
| 2005-2006 | Racing Club de France              | France | CFA 2005-2006                | ?           | ?           | ?                 | ?                 | -                    | -                    | -                    |
| 2006-2007 | Racing Club de France              | France | CFA 2006-2007                | ?           | ?           | ?                 | ?                 | -                    | -                    | -                    |
| 2007-2008 | Racing Club France football 92     | France | CFA 2007-2008                | ?           | ?           | ?                 | ?                 | -                    | -                    | -                    |
| 2008-2009 | Racing Club France football 92     | France | CFA 2008-2009                | 22          | 5           | ?                 | ?                 | -                    | -                    | -                    |
| 2009-2010 | Racing Club de France-Levallois 92 | France | CFA 2009-2010                | 33          | 17          | ?                 | ?                 | -                    | -                    | -                    |
| 2010-2011 | Olympique de Marseille B           | France | Division d'honneur 2011-2012 | ?           | ?           | -                 | -                 | -                    | -                    | -                    |
| 2011-2012 | Olympique de Marseille B           | France | CFA 2 2011-2012              | 11          | 2           | -                 | -                 | -                    | -                    | -                    |
| 2011-2012 | Raja de Casablanca                 | Maroc  | Botola Pro 2011-2012         | 14          | 2           | -                 | -                 | C1                   | 2                    | 0                    |
| 2012-2013 | Maghreb de Fès                     | Maroc  | Botola Pro 2012-2013         | 19          | 7           | -                 | -                 | -                    | -                    | -                    |
| 2013-2014 | Maghreb de Fès                     | Maroc  | Botola Pro 2013-2014         | 6           | 1           | -                 | -                 | -                    | -                    | -                    |
| 2014-2015 | Maghreb de Fès                     | Maroc  | Botola Pro 2014-2015         | 6           | 0           | -                 | -                 | -                    | -                    | -                    |

Dernière mise à jour le 1er mars 2016

## Palmarès
Racing Levallois 92
- Championnat de France de CFA (Groupe D)
  - Champion en 2004
- Championnat de France de CFA2 (Groupe F)
  - Champion en 2007

 Olympique de Marseille B
- Division d'honneur de Ligue de la Méditerranée
  - Champion en 2011